# Silene stenophylla
Silene stenophylla Ledeb., 1842 è una pianta erbacea angiosperma dicotiledone appartenente alla famiglia delle Caryophyllaceae.
Nel 2012 alcuni ricercatori dell'Accademia delle Scienze di Russia sono riusciti, tramite la rigenerazione dei tessuti intatti di semi provenienti dalla Siberia Nord-orientale relativi al Pleistocene, a riportarne in vita esemplari risalenti tra i 31 500 e i 32 100 anni fa trovati all'interno di una tana fossilizzata di alcuni scoiattoli.

## Descrizione
Silene stenophylla è una pianta perenne che cresce in cuscini erbosi, dai quali si innalzano i gambi dritti e nudi che raggiungono solitamente un'altezza dai 5 ai 25 centimetri. Le numerose foglie basali hanno una forma allungata e hanno una lunghezza di circa 1,5 cm ed una larghezza di 1-2 millimetri. Le foglie lungo il gambo sono solitamente disposte in tre o quattro coppie e sono simili alle foglie basali ma di dimensioni inferiori.
La pianta fiorisce nel periodo tra luglio e agosto. I fiori si trovano di solito singolarmente in cima ai gambi, o più raramente possono presentarsi in un racemo con un numero di fiori variabile da due a sei. L'ampio calice, composto da cinque sepali, è liscio e dalla forma a campana e ha una lunghezza tra 10 e 15 mm e una larghezza tra 5 e 9 mm.
I cinque petali possono essere di colore lilla, rosa pallido o bianco e raggiungono una lunghezza di una volta e mezza il calice.
Il frutto è costituito da una capsula a forma di uovo di 9-10 mm di lunghezza, che contiene semi di colore marrone scuro di 1,5 mm di lunghezza, che ricordano la forma di un rene e sono rigati sulla superficie.

## Distribuzione e habitat
Cresce nella tundra della Siberia orientale.

## Scoperta e rigenerazione dei semi congelati

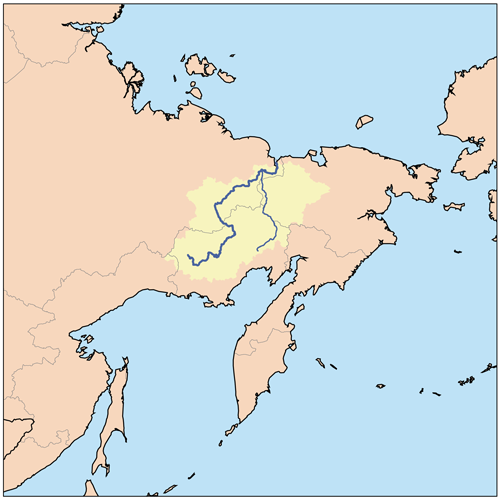
La regione del fiume Kolyma

Nel 2007 un gruppo di scienziati ha ritrovato alcuni resti e semi congelati della pianta all'interno delle tane fossilizzate di alcuni scoiattoli a Duvanny Yar, sulle rive del corso inferiore del fiume Kolyma nella Repubblica di Sacha, un'area dove la pianta cresce tuttora. I semi erano sepolti nel permafrost a 38 metri di profondità, all'interno di sedimenti datati col metodo del carbonio-14 tra 30 000 e 32 000 anni fa e risalenti quindi al Pleistocene.
Nel febbraio 2012 l'Istituto di biofisica delle cellule e l'Istituto di problemi fisici, chimici e biologici della scienza del suolo dell'Accademia russa delle scienze di Puščino ha annunciato di aver fatto nascere alcune piante di Silene stenophylla recuperate nella spedizione del 2007. Il radiocarbonio ha permesso di datare i frutti utilizzati a31800±300 anni fa, sorpassando il record della più vecchia pianta riportata in vita, detenuto da una palma da datteri i cui frutti di 2 000 anni erano stati ritrovati a Masada in Israele.

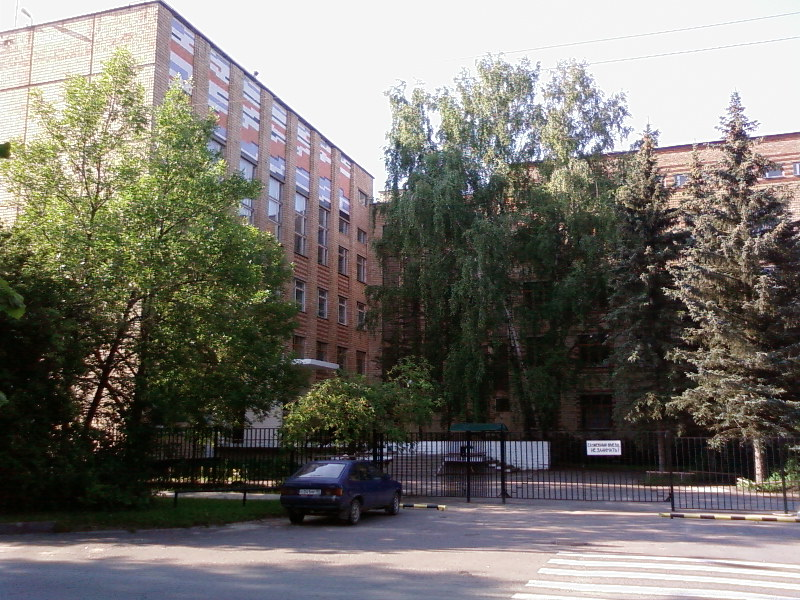
L'Istituto di biofisica delle cellule di Puščino

Il professor Davìd Giličinskij, a capo del progetto di ricerca, è morto nel febbraio 2012 pochi giorni prima della pubblicazione dei risultati, ed è stato definito dai suoi compagni come "Un pioniere nello studio dei microorganismi del permafrost siberiano e dell'Antartide; i suoi risultati hanno attirato scienziati di tutto il mondo verso la ricerca sui sistemi di vita del permafrost".
Inizialmente i ricercatori hanno provato a far germinare i semi maturi recuperati dai frutti, ma i tentativi non sono andati a buon fine. Sono quindi riusciti a ricavare alcune cellule dai tessuti della placenta dei frutti stessi e a coltivarli in vitro fino ad ottenere 36 piantine di Silene stenophylla,  quasi identiche agli attuali esemplari della stessa specie fino al momento della fioritura: i fiori rigenerati avevano petali più lunghi e più distanziati. I semi riprodotti hanno mostrato una percentuale di germinazione del 100%, contro il 90% dei semi moderni.
Il team di ricerca ha ipotizzato che la straordinaria vitalità dei campioni di Silene stenophylla sia dovuta ad una serie di circostanze fortunate. In primo luogo i frutti sono stati ritrovati in alcune tane all'interno del permafrost, dove sono rimaste congelate ad una temperatura costante di −7 °C senza subire cicli di disgelo e ricongelamento. La placenta dei frutti si è rivelata ricca di saccarosio, che potrebbe aver agito come conservante. Il sito dove sono stati trovati i campioni infine è dotato di una radioattività naturale piuttosto bassa: gli studiosi hanno notato come la quantità di radiazione gamma, in grado di causare danni al DNA, accumulata nei frutti nel corso di 30 000 anni non era molto maggiore di quella rilevata in un seme di fiore di loto vecchio di 1 300 anni dal quale era nata con successo una pianta.